# Hoàng kinh
Hoàng kinh (hay kinh độ hoàng đạo, hoàng kinh độ, kinh độ thái dương hoặc kinh độ thiên cầu) là một trong hai tọa độ có thể được sử dụng để xác định vị trí của một thiên thể trên thiên cầu trong hệ tọa độ hoàng đạo. Trong hệ tọa độ này, thiên cầu được phân chia thành hai bán cầu bởi mặt phẳng hoàng đạo.
Đường hoàng đạo là đường mà Mặt Trời (khi được quan sát từ Trái Đất) sẽ chuyển động ngang qua thiên cầu trong cả năm. Nó vượt qua xích đạo thiên cầu hai lần trong năm, một lần vào xuân phân và một lần vào thu phân. Không có điểm hiển nhiên nào dọc theo đường hoàng đạo mà hoàng kinh tại đó là 0, vì thế giá trị 0 của hoàng kinh được định nghĩa ngẫu nhiên như là vị trí của Mặt Trời vào xuân phân ở Bắc bán cầu. Hoàng kinh như thế là khoảng cách góc của thiên thể về phía đông dọc theo đường hoàng đạo từ điểm xuân phân.
Các tọa độ hoàng đạo hữu ích nhất cho các thiên thể của hệ Mặt Trời. Ví dụ khi niên lịch đưa ra kinh độ của Mặt Trời thì nó chính là hoàng kinh.